# Igor Romisjevski
Igor Anatoljevitsj Romisjevski (Russisch: Игорь Анатольевич Ромишевский) (Zjoekovski, 25 maart 1940 - Moskou, 28 september 2013) was een Sovjet-Russisch ijshockeyer. 
Romisjevski won tijdens de Olympische Winterspelen 1968 en Olympische Winterspelen 1972 de gouden medaille, de editie van 1968 gold ook als wereldkampioenschap.
Romisjevski werd tussen 1968 en 1971 viermaal wereldkampioen.